# A Tale of the Wilderness
A Tale of the Wilderness é um filme mudo norte-americano de 1912 em curta-metragem, do gênero drama e western, dirigido por D. W. Griffith. Adaptação cinematográfica de um romance de James Fenimore Cooper, o filme foi produzido pela Biograph Company.